# Condeești, Ialomița

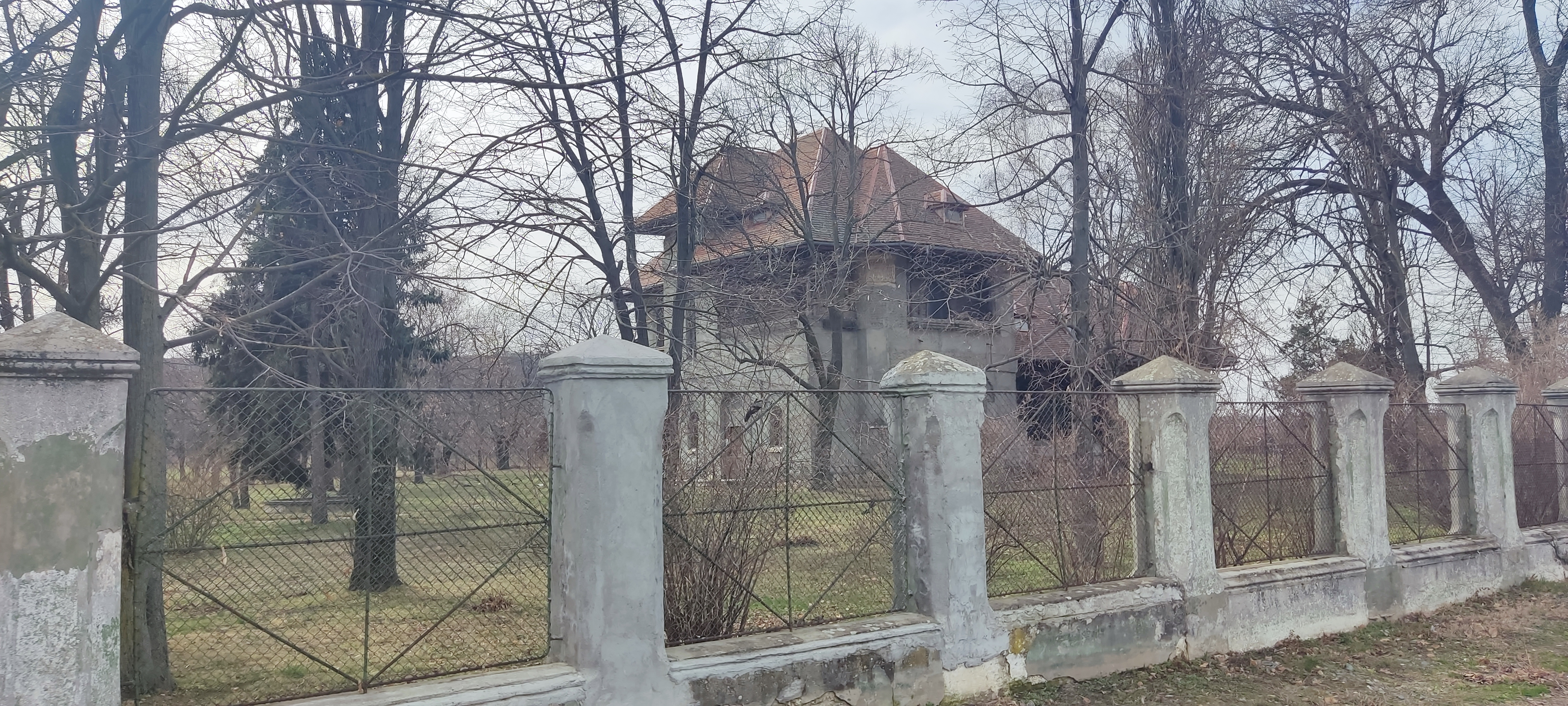
conacul Chiroiu(1926) - fatada

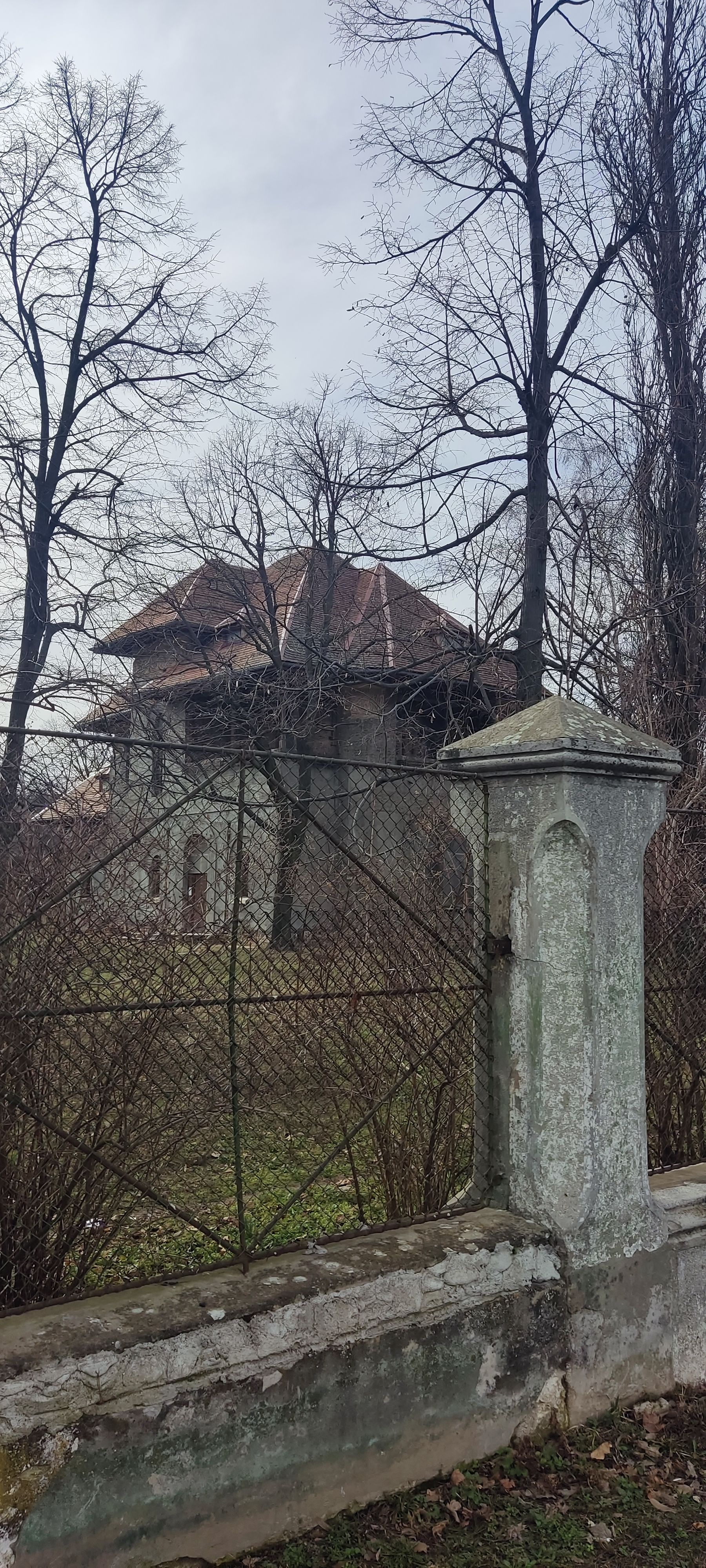
conacul Chiroiu(1926)

Condeești este un sat în comuna Bărcănești din județul Ialomița, Muntenia, România. Ea cuprinde și fostele sate Uliești și Pelinu (fost Eliza-Stoenești).

## Istorie
Întemeiat, potrivit tradiției, pe la anul 1780, de către refugiați ardeleni și târlași, satul Stoenesti sau Pisica apare menționat pe hărțile Munteniei și ale județului Ialomița, în prima jumătate a secolului al XIX-lea.
Harta rusă de la anul 1835 pomenea satul Pisica (Stoinesti), iar Harta Țării Românești a lui Szatmary localiza la anul 1864 satul Stroienesci (Pissica).
La jumătatea acelui secol purta numele de Eliza-Stoienești, primul fiindu-i dat după cel al fiicei proprietarului de atunci al moșiei Stoenești, Meltiade Marculescu.
La sfârșitul secolului al XIX-lea satul Condeești era o comună de sine stătătoare din plasa Câmpul a județului Ialomița. Comuna Condeești era formată doar din satul de reședință, cu 647 de locuitori; aici funcționau o biserică și o școală cu 34 de elevi (dintre care 2 fete). Pe actualul teritoriu al satului funcționau pe atunci în aceeași plasă și comunele Ulești și Eliza-Stoenești, doar cu satele lor de reședință și cu populații de 942, respectiv 664 de locuitori. În fiecare din cele două funcționau câte o biserică și o școală. Școala din Eliza-Stoenești avea 34 de elevi (dintre care 2 fete).
În 1925, Anuarul Socec arată că comunele Condeești și Ulești fuseseră desființate și incluse în comune Eliza-Stoenești din plasa Urziceni a aceluiași județ, comună care acum cuprindea toate cele trei sate, cu 3145 de locuitori.
În perioada comunistă, comuna Eliza-Stoenești a luat numele de Pelinu. În 1950, comuna Pelinu a fost inclusă în raionul Urziceni al regiunii Ialomița și apoi (după 1952) al regiunii București. În 1968, după revenirea la organizarea administrativă pe județe, ea a fost transferată județului Ilfov, iar comuna Pelinu a fost desființată și inclusă în comuna Bărcănești, în timp ce satele Pelinu (fost Eliza-Stoenești) și Ulești au fost comasate în satul Condeești.
Conacul Chiroiu este azi o pitorească clădire în stil Neoromânesc ce se distinge imediat în peisajul rural al satului Condeești. Din ansamblul inițial construit de familia Chiroiu, în anul 1920, se mai păstrează doar conacul. Ansamblul a fost naționalizat de comuniști și transformat în sediul C.A.P.

## Personalități
- Constantin Ghiulai, inginer, născut în satul Uliești, astăzi parte a satului Condeești;
- Grigoriu Ștefănescu, geolog și paleontolog, născut la Eliza-Stoenești, astăzi parte a satului Condeești.